# Протопопов Іван Іванович
Іва́н Іва́нович Протопо́пов (15 квітня 1907 — 10 серпня 1944) — радянський військовик часів Другої світової війни, командир взводу 415-го стрілецького полку 1-ї стрілецької дивізії, старший лейтенант. Герой Радянського Союзу (1945).

## Життєпис
Народився 15 квітня 1907 року в селі Геніївці, нині Зміївського району Харківської області, в селянській родині. Українець. Здобув початкову освіту. Мешкав і працював у Казахстані, згодом — у Таджикистані. У 1929—1931 роках проходив дійсну строкову військову службу. Член ВКП(б) з 1939 року.
Вдруге призваний до лав РСЧА Кулябським РВК у жовтні 1942 року. У 1944 році закінчив військове піхотне училище. Учасник німецько-радянської війни з 12 березня 1944 року. Воював на 1-му Білоруському фронті.
Особливо командир стрілецького взводу 3-го стрілецького батальйону 415-го стрілецького полку 1-ї стрілецької дивізії 70-ї армії старший лейтенант І. І. Протопопов відзначився під час оточення і знищення Берестейського угруповання супротивника.
Загинув у бою 10 серпня 1944 року. Похований біля села Осовно, нині — гміна Боркі Радинського повіту Люблінського воєводства Польщі.

## Нагороди
Указом Президії Верховної Ради СРСР від 24 березня 1945 року «за зразкове виконання бойових завдань командування на фронті боротьби з німецько-фашистськими загарбниками та виявлені при цьому відвагу і героїзм», старшому лейтенантові Протопопову Івану Івановичу присвоєне звання Героя Радянського Союзу (посмертно).
Нагороджений орденами Леніна (24.03.1945) і Червоного Прапора (07.03.1945).